# Européennes (chanson)
Pour l’article homonyme, voir Européennes.
Chansons représentant la France au Concours Eurovision de la chanson
Femme dans ses rêves aussi
(1985) Les mots d'amour n'ont pas de dimanche
(1987)
Européennes est une chanson interprétée par le groupe français Cocktail Chic pour représenter la France au Concours Eurovision de la chanson 1986 qui se déroulait à Bergen, en Norvège.
Cocktail Chic a également enregistré une version en anglais de la chanson sous le titre European Girls (« Filles européennes »).

## Thème
La chanson traite de la vie des « Européennes » et le groupe chante leur désir de se rendre à Amsterdam, Copenhague, Capri, Saint-Tropez, tout en menant une vie insouciante.

## Concours Eurovision de la chanson
Elle est intégralement interprétée en français, langue nationale, comme l'impose la règle entre 1977 et 1998. L'orchestre est dirigé par Jean-Claude Petit.
Il s'agit de la troisième chanson interprétée lors de la soirée, après Doris Dragović qui représentait la Yougoslavie avec Željo moja (en) et avant Ketil Stokkan (en) qui représentait la Norvège avec Romeo (en). À l'issue du vote, elle a obtenu 13 points, se classant 17e sur 20 chansons,.

## Liste des titres
| A1. | Européennes                         | Georges Costa, Michel Costa, Daniel Costa | Georges Costa, Michel Costa | 2:52 |
| B1. | European Girls (version en anglais) | Georges Costa, Michel Costa, Daniel Costa | Georges Costa, Michel Costa | 2:52 |

## Historique de sortie
| Pays     | Date | Format   | Label |
| -------- | ---- | -------- | ----- |
| France   | 1986 | 45 tours | Vogue |
| Pays-Bas | 1986 | 45 tours | RCA   |